# 惠特蘭 (紐約州)
惠特蘭（英語：Wheatland）是一個位於美國紐約州門羅縣的鎮。

## 人口
根據2020年美國人口普查的數據，惠特蘭的面積為79.44平方千米，當中陸地面積為78.76平方千米，而水域面積為0.68平方千米。當地共有人口4897人，而人口密度為每平方千米62人。